# Henry Addington, I visconte Sidmouth
Henry Addington, primo visconte Sidmouth (Holborn, 30 maggio 1757 – Richmond upon Thames, 15 febbraio 1844), è stato un politico britannico.
Ha fatto parte del partito Tory.

## Biografia

### I primi anni
Henry Addington era figlio di Anthony Addington, medico di William Pitt il Vecchio, e di Mary Addington, figlia del Rev. Haviland John Hiley, preside della Reading School. Per via della posizione influente del padre, Addington divenne sin dalla gioventù grande amico di William Pitt il Giovane ed ebbe modo di studiare a Winchester ed al Brasenose College di Oxford per poi passare allo studio di legge al Lincoln's Inn.

### La carriera politica
Egli venne eletto nella Camera dei Comuni nel 1784 come Deputato per Devizes e divenne nel 1789 speaker nella medesima sede. Nel marzo del 1801, William Pitt il Giovane decise di rinunciare al proprio incarico al rifiuto del re Giorgio III di rimuovere le restrizioni politiche sui cattolici in Irlanda (Catholic Emancipation), oltre alla sua cattiva salute, al fallimento della guerra contro Napoleone, al tracollo economico ed all'alto livello della carestia in madrepatria. Sia Pitt che il re insistettero per la successione di Addington quale Primo Ministro malgrado le sue obiezioni.

### Primo Ministro
Il periodo di Addington come Primo Ministro fu noto soprattutto per le riforme che raddoppiarono l'efficienza della raccolta delle tasse e per i negoziati del Trattato di Amiens del 1802. Anche se i termini del trattato erano al minimo del sopportabile per la nazione britannica per via dell'accanimento personale di Napoleone Bonaparte nella redazione del documento, il che portò ad un tracollo finanziario incrementato dalle spese di guerra ed alla carestia. All'inizio del 1803 le finanze e le posizioni diplomatiche del Regno Unito si erano tutto sommato rinsaldate a tal punto da consentire ad Addington di dichiarare guerra alla Francia. La conduzione della guerra da parte di Addington si risolse nel mantenimento di buoni rapporti con Russia, Austria e Prussia, fatto che poi culminò nella Terza coalizione antifrancese poco dopo la sua rinuncia al ruolo di Primo Ministro. Addington inoltre si preoccupò di rafforzare le difese britanniche contro l'invasione francese costruendo la Martello tower nell'Inghilterra meridionale e creando un esercito stabile di 600 000 uomini.
Addington venne sbalzato dal proprio incarico di Primo Ministro nel maggio del 1804 a causa di un'alleanza tra Pitt, Charles James Fox e William Wyndham Grenville, I barone Grenville. Uno dei fallimenti che portarono il Addington alla fine fu la sua incapacità di governare la maggioranza parlamentare coltivando rapporti leali con i ministri e creandosi agganci utili. Tutti questi fatti, unitamente alla sua mediocre abilità oratoria, lo resero vulnerabile agli attacchi degli avversari e lo stesso Pitt si rivolse contro di lui proprio nel marzo del 1804.

### Rientro in gioco
Addington, anche dopo la sua caduta da Primo Ministro, rimase ad ogni modo un'importante figura politica e l'anno successivo alle sue dimissioni venne creato Visconte Sidmouth. Egli prestò servizio nell'ultimo gabinetto di governo di Pitt come Lord Presidente del Consiglio nel 1806, e poi come Lord Privy Seal e nuovamente come Lord Presidente del Consiglio nel 1807.

### Home Secretary
Egli ritornò al governo come Lord Presidente del Consiglio nel marzo del 1812 e, nel giugno di quello stesso anno, divenne Home Secretary. Con questo nuovo incarico, Sidmouth incontrò l'opposizione rivoluzionaria che lo riteneva responsabile della temporanea sospensione dell'Habeas Corpus nel 1817 ed al passaggio a legge dei Six Acts nel 1819. Egli venne visto anche come il principale responsabile del Massacro di Peterloo del 1819. Sidmouth lasciò i propri incarichi nel 1822 e venne succeduto da Sir Robert Peel, ma rimase nel gabinetto di governo come Ministro senza portafoglio per i successivi due anni, accanendosi inutilmente contro la decisione dell'Inghilterra di riconoscere le repubbliche del Sud America. Egli rimase attivo nella Camera dei Lords per gli anni successivi, facendo il proprio ultimo discorso sull'emancipazione dei cattolici nel 1829 e dando il proprio voto contrario contro il Reform Act 1832.

## Ascendenza
|                                      |             |                    | Genitori             |  |  | Nonni |  |  | Bisnonni          |  |  | Trisnonni       |  |
|                                      |             |                    |                      |  |  |       |  |  | William Addington |  |  | Henry Addington |  |
|                                      |             |                    |                      |  |  |       |  |  | William Addington |  |  | Henry Addington |  |
|                                      |             | N. Watson          |                      |  |  |       |  |  | William Addington |  |  |                 |  |
| Henry Addington                      |             |                    |                      |  |  |       |  |  | William Addington |  |  |                 |  |
|                                      |             | Christian Sharrock | rev. Robert Sharrock |  |  |       |  |  |                   |  |  |                 |  |
|                                      |             | Christian Sharrock | rev. Robert Sharrock |  |  |       |  |  |                   |  |  |                 |  |
|                                      |             | Christian Sharrock | Judith N.            |  |  |       |  |  |                   |  |  |                 |  |
| Anthony Addington                    |             | Christian Sharrock |                      |  |  |       |  |  |                   |  |  |                 |  |
|                                      |             | Anthony Watts      | John Watts           |  |  |       |  |  |                   |  |  |                 |  |
|                                      |             | Anthony Watts      | John Watts           |  |  |       |  |  |                   |  |  |                 |  |
|                                      |             | Anthony Watts      | Alice Humfrey        |  |  |       |  |  |                   |  |  |                 |  |
| Elizabeth Watts                      |             | Anthony Watts      |                      |  |  |       |  |  |                   |  |  |                 |  |
|                                      |             | Joanna Bennett     | Michael Bennett      |  |  |       |  |  |                   |  |  |                 |  |
|                                      |             | Joanna Bennett     | Michael Bennett      |  |  |       |  |  |                   |  |  |                 |  |
|                                      |             | Joanna Bennett     | Abigail Mander       |  |  |       |  |  |                   |  |  |                 |  |
| Henry Addington, I visconte Sidmouth |             | Joanna Bennett     |                      |  |  |       |  |  |                   |  |  |                 |  |
|                                      | Peter Hiley | Peter Hiley        |                      |  |  |       |  |  |                   |  |  |                 |  |
|                                      | Peter Hiley | Peter Hiley        |                      |  |  |       |  |  |                   |  |  |                 |  |
|                                      | Peter Hiley | Joane Yeamans      |                      |  |  |       |  |  |                   |  |  |                 |  |
| rev. Haviland John Hiley             | Peter Hiley |                    |                      |  |  |       |  |  |                   |  |  |                 |  |
|                                      |             | Anne White         | John White           |  |  |       |  |  |                   |  |  |                 |  |
|                                      |             | Anne White         | John White           |  |  |       |  |  |                   |  |  |                 |  |
|                                      |             | Anne White         | Anne Walter          |  |  |       |  |  |                   |  |  |                 |  |
| Mary Hiley                           |             | Anne White         |                      |  |  |       |  |  |                   |  |  |                 |  |
|                                      |             | Thomas Terrell     | Robert Terrell       |  |  |       |  |  |                   |  |  |                 |  |
|                                      |             | Thomas Terrell     | Robert Terrell       |  |  |       |  |  |                   |  |  |                 |  |
|                                      |             | Thomas Terrell     | Bennett Kemble       |  |  |       |  |  |                   |  |  |                 |  |
| Eleanor Terrell                      |             | Thomas Terrell     |                      |  |  |       |  |  |                   |  |  |                 |  |
|                                      |             | Eleanor N.         | …                    |  |  |       |  |  |                   |  |  |                 |  |
|                                      |             | Eleanor N.         | …                    |  |  |       |  |  |                   |  |  |                 |  |
|                                      |             | Eleanor N.         | …                    |  |  |       |  |  |                   |  |  |                 |  |
|                                      |             | Eleanor N.         |                      |  |  |       |  |  |                   |  |  |                 |  |